# آمبارویل، نیو ساوت ولز
آمبارویل (به انگلیسی: Ambarvale) یک حومه شهر در استرالیا است که در نیو ساوت ولز واقع شده‌است.